# Lijssenthoek Military Cemetery
Lijssenthoek Military Cemetery is een Britse militaire begraafplaats met gesneuvelden uit de Eerste Wereldoorlog, gelegen in de Belgische stad Poperinge. De begraafplaats werd ontworpen door Reginald Blomfield, met Arthur Hutton als uitvoerend architect en wordt onderhouden door de Commonwealth War Graves Commission. Het is na Tyne Cot Cemetery de grootste Britse begraafplaats in de Westhoek en telt meer dan 10.700 graven verspreid over 35 perken op een oppervlakte van ongeveer 4 ha. De begraafplaats is ommuurd en heeft een poortgebouw met twee zijgebouwen. Kort voorbij de ingang staat de Stone of Remembrance. Het Cross of Sacrifice staat in de oostelijke hoek.
In 2012 werd een nieuw bezoekerscentrum ingehuldigd. Door middel van beelden, teksten en media wordt de geschiedenis van de begraafplaats geschetst en voor elke dag van het jaar wordt het verhaal van minstens één slachtoffer verteld. De site staat sinds 2023 op de Unesco-Werelderfgoedlijst als onderdeel van inschrijving Begraafplaatsen en herdenkingssites van de Eerste Wereldoorlog (Westelijk Front).

## Geschiedenis
De plaats lag tijdens de oorlog op een belangrijke verbindingslijn tussen de basis van de geallieerden en het front van de Ieperboog. Hier lag onder meer een hoeve van Remi Quaghebeur, door de Engelsen Remi Farm genoemd. Door zijn nabije, maar toch nog veilige ligging van het front werden hier voorzieningen ingericht voor het verzorgen van gewonden. De Franse 15ième Hopital d'Evacuation gebruikte de plaats het eerst als begraafplaats. Vanaf juni 1915 richtten de Britten hier een veldhospitaal (Casualty Clearing Stations of C.C.S.) in; later in de oorlog werden dit er vier met een bezetting tot 4000 bedden. In het voorjaar van 1918 trok men de veldhospitalen een tijdje terug en werden deze vervangen door een Britse en Franse veldambulance, omdat men vreesde dat de ze tijdens het Duitse lenteoffensief te dicht bij het front zouden komen te liggen. Daarna keerden de veldhospitalen nog terug. Tegen het einde van de oorlog was de begraafplaats de grootste Britse begraafplaats in België geworden; later werd Tyne Cot Cemetery door bijzettingen nog groter. Na de oorlog werden 24 Britse veldgraven overgebracht uit de omgeving van Poperinge. In 1981 voegde men nog 17 graven toe afkomstig van het kerkhof van Sint-Denijs.
Deze begraafplaats werd in 2009 als monument beschermd.

## Graven
De begraafplaats telt ongeveer 9.900 graven van het Britse Gemenebest, waarvan 24 niet geïdentificeerd konden worden. Daaronder zijn er 7.366 Britten, 1.058 Canadezen, 1.131 Australiërs, 291 Nieuw-Zeelanders, 28 Zuid-Afrikanen, 3 Indiërs en 35 Chinezen van het Chinese Labour Corps (zij overleden in 1919, meestal als gevolg van de Spaanse griep). Er liggen ook 658 Franse en 223 Duitse soldaten, die respectievelijk onder de typische Franse grafkruisen en Duitse rechthoekige graftekens zijn begraven. Elf van hen konden niet meer geïdentificeerd worden. Met uitzondering van drie werden alle Amerikanen ontgraven. Er werden ook 8 Special Memorials opgericht voor soldaten waarvan men denkt dat ze zich onder de naamloze graven bevinden.

### Opmerkelijke graven
- Nellie Spindler,[3] stafverpleegster bij de Queen Alexandra's Imperial Military Nursing Service is een van de weinige vrouwen op een Britse militaire begraafplaats.
- William Keith Seabrook, onderluitenant bij de Australian Infantry, A.I.F.. Hij is één van drie broers die sneuvelden binnen de 24 uur tijdens de Slag om Passendale. Zijn broers George Ross en Theo Leslie werden nooit gevonden en staan vermeld op de Menenpoort.
- Thomas McGrath werd pas na de oorlog hier begraven als oud-strijder. Sergeant McGrath muteerde als ploegleider naar het Chinese Labour Corps. Na de oorlog zette hij zich in voor de Imperial War Graves Commission, de latere Commonwealth War Graves Commission. Hij was met een Poperingse getrouwd en overleed op 23 april 1920 door ziekte op 31-jarige leeftijd.
- Leland Wingate Fernald (driver) van de 5th Bde Canadian Field Artillery was een Amerikaan die vrijwillig dienst nam uit wraak wegens het kelderen van de Lusitania.
- Ronald Harcourt Sanderson, luitenant-kolonel bij de 148th Bde. Royal Field Artillery. Op de Olympische Zomerspelen van 1908 in Londen won hij met de Britse ploeg goud in het roeien acht met stuurman.

### Onderscheiden militairen
- Frederick Harold Tubb, majoor bij het 7th Bn. Australian Infantry, ontving het Victoria Cross (VC) wegens uitzonderlijke blijken van dapperheid en beroepsijver bij het verdedigen van zijn stelling in de loopgraven van Lone Pine in Gallipoli.
- G. Alderson, korporaal bij de Durham Light Infantry ontving de zeldzame Albert Medaille (AM). Hij verwijderde een op scherp staande granaat waardoor hij bij de ontploffing zijn makkers het leven redde, maar zelf aan zijn verwondingen overleed.[4]
- Hugh Gregory Fitton, brigade-generaal bij de General Staff werd vereerd met het lidmaatschap in de The most Honourable Order of the Bath (CB) en werd onderscheiden met de Distinguished Service Order (DSO).
- Robert Clements Gore, brigade-generaal bij de General Staff werd vereerd met het lidmaatschap in de The most Honourable Order of the Bath (CB) en in de Orde van Sint-Michaël en Sint-George (CMG).
- Malcolm Smith Mercer, generaal-majoor bij de Canadian Army werd vereerd met het lidmaatschap in de The most Honourable Order of the Bath (CB).
- Alister Fraser Gordon, brigade-generaal bij de General Staff werd onderscheiden met de Orde van Sint-Michaël en Sint-George (CMG) en de Distinguished Service Order (DSO).
- luitenant-kolonel Robert Horn van de Seaforth Highlanders werd tweemaal vereerd met de Distinguished Service Order en het Military Cross (DSO and Bar, MC).
- er werden nog 16 hogere officieren onderscheiden met de Distinguished Service Order (DSO) waarbij luitenant-kolonel William Anderson W. Crellin deze onderscheiding tweemaal heeft verworven (DSO and Bar).
- luitenant-kolonel Henry Herbert Kemble en majoor Henry Hutchison verwierven de Distinguished Service Order (DSO) en ook nog het Military Cross (MC).
- er zijn nog 66 officieren die het Military Cross verwierven. (MC). Onder hen ontvingen kapitein Owen Reginald Scheiber en onderluitenant Percy Thomas Rayner tweemaal deze onderscheiding (MC and Bar). Kapitein Thomas William Eric Dixon en luitenant B. Shipton verwierven het Military Cross en de Military Medal (MC, MM).
- 29 militairen werden onderscheiden met de Distinguished Conduct Medal (DCM). Sergeant John Ellis ontving deze onderscheiding tweemaal (DCM and Bar).
- 201 militairen ontvingen ook de Military Medal (MM) waaronder sergeant A.T. Exeter driemaal (MM and 2 Bars).
- sergeant-majoor Albert John Abrahams, de sergeanten Robert Joseph Callister, Charles Newlands Houston en Percival Thomas Lloyd en geleider Albert Neville Reeve ontvingen de Meritorious Service Medal (MSM).

### Minderjarige militairen
- soldaat Donald Mcleod Snaddon (Royal Scots Fusiliers) was 15 jaar toen hij op 18 januari 1916 sneuvelde.

Volgende militairen waren 16 jaar toen ze sneuvelden:
- Bernard Herbert Boseley (Sherwood Foresters (Notts and Derby Regiment)), John Daglish (Highland Light Infantry), Wallace Wonacott (Lancashire Fusiliers), Leslie Arthur Guyatt (Hampshire Regiment), John George Litherland (Durham Light Infantry), Aungier Ernest Peacocke (Northamptonshire Regiment), C. Turner (Royal Field Artillery), Arthur Robertson (Royal Scots Fusiliers) en Robert Edward Holt (King's Own Scottish Borderers).
- Harold James Fox en J.L. Lightizer (Canadian Infantry).
- A.J. Cameron (Canadian Pioneers).
- Robert Cooper James Murray en Herbert Austin West (Australian Infantry, A.I.F.).

Volgende militairen waren 17 jaar toen ze sneuvelden:
- Inigo Jones, Frank Edwin Sinden, Fredrick Albert Standen, Eric Malcolm Stimson en Albert Godwin (Rifle Brigade); F.W. Holmes en Charlie Pretlove (Royal Field Artillery); J. Woodcock (Durham Light Infantry); F.J. Read (Royal Fusiliers); H. Stevens, John Henry Waddell en George Thompson Stewart (Gordon Highlanders); G. Bloomer (Royal Warwickshire Regiment); Michael Mckenna (East Yorkshire Regiment); Francis Isaac Burnett (Royal Welsh Fusiliers); Gordon Cartwright (Duke of Wellington's (West Riding Regiment)); John Walsh (South Wales Borderers); R. Walsh (Lancashire Fusiliers)); J. Patrick (British West Indies Regiment); David Armstrong (Royal Inniskilling Fusiliers); Albert Edward Gayford (Norfolk Regiment); Frank Edward Jackaman (Dorsetshire Regiment); Leonard Lee Kennard (Royal Scots Fusiliers); Albert Millen (Machine Gun Corps (Infantry)); J.H. Richards (South Staffordshire Regiment); James Page (King's Royal Rifle Corps); J.J. Tidmarsh (Oxford and Bucks Light Infantry); Frank Smith (The Buffs (East Kent Regiment)); Alfred John Singleton (The King's (Liverpool Regiment)).
- J.K. Price (Canadian Railway Troops).
- James Seed en J.H. Ellis (Canadian Infantry).
- Harry Long (Royal Canadian Regiment).
- Leslie Smith (Australian Pioneers).
- John Alfred Richards (Australian Infantry, A.I.F.).
- Alexander Methuen Murray (South African Infantry).

### Aliassen
Er liggen 29 militairen begraven die onder een alias dienst deden waaronder drie officieren: 
- majoor Henry Gorell Barnes (DSO) als 2nd Baron Gorell bij de Royal Field Artillery.
- kapitein James Ogilvie-Grant als 11th Earl of Seafield bij de Cameron Highlanders.
- luitenant Ernest Leslie Claude Wilson als Bernard Thompson bij de Australian Field Artillery.

### Gefusilleerde militair
- William Baker, soldaat bij de Royal Fusiliers werd wegens desertie gefusilleerd op 14 oktober 1918.[5]